# Rue de la Convention
Pour les articles homonymes, voir Rue de la Convention (homonymie).
La rue de la Convention est une voie située entièrement  dans le 15e arrondissement de Paris. 

## Situation et accès
Elle débute au niveau du rond-point du Pont-Mirabeau, dans le prolongement du pont Mirabeau et finit sur la place Charles-Vallin. La rue de Vouillé assure la continuité de cet axe.

La rue de la Convention au niveau de la rue de Vaugirard
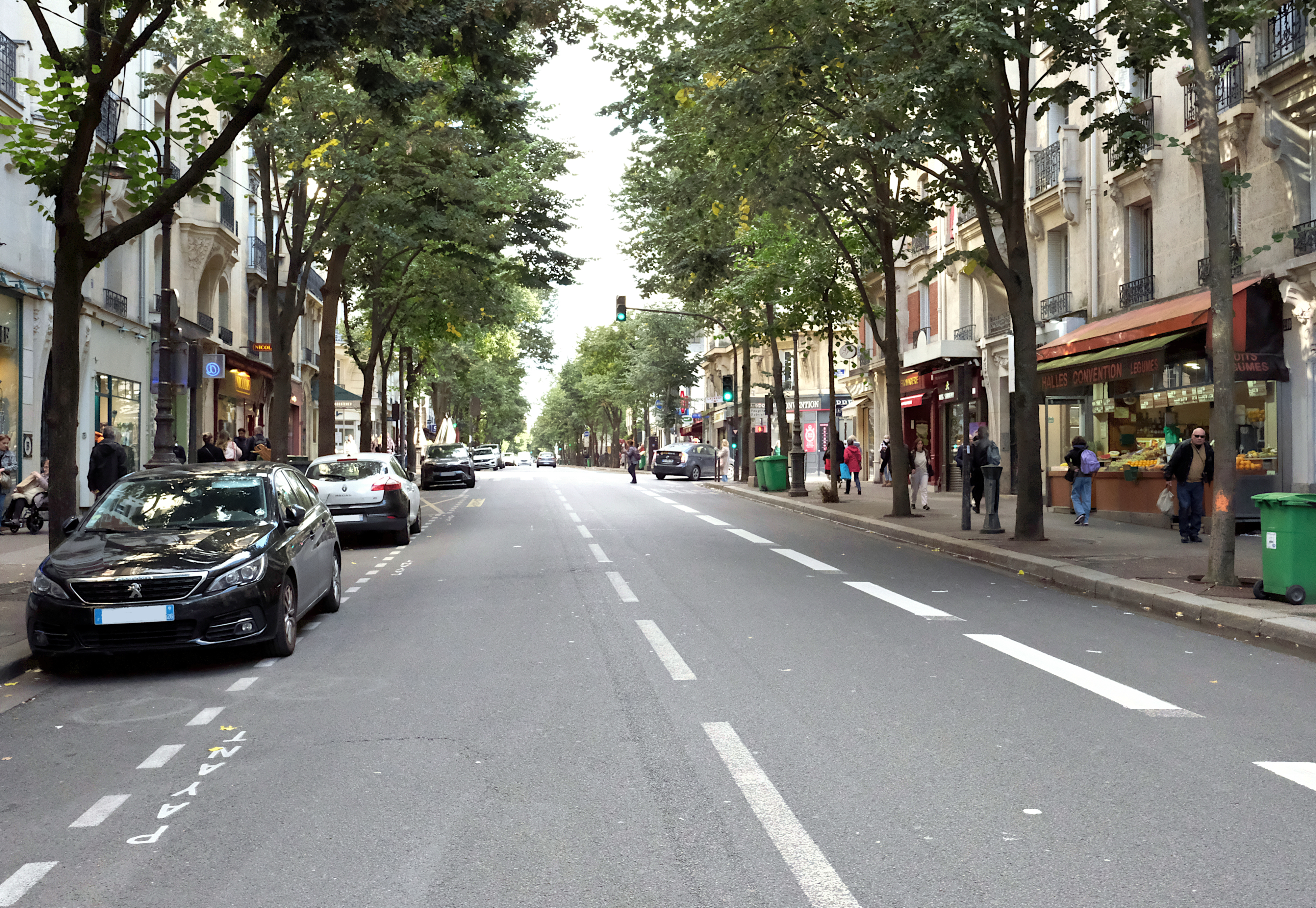
Vers la rue Olivier-de-Serres.
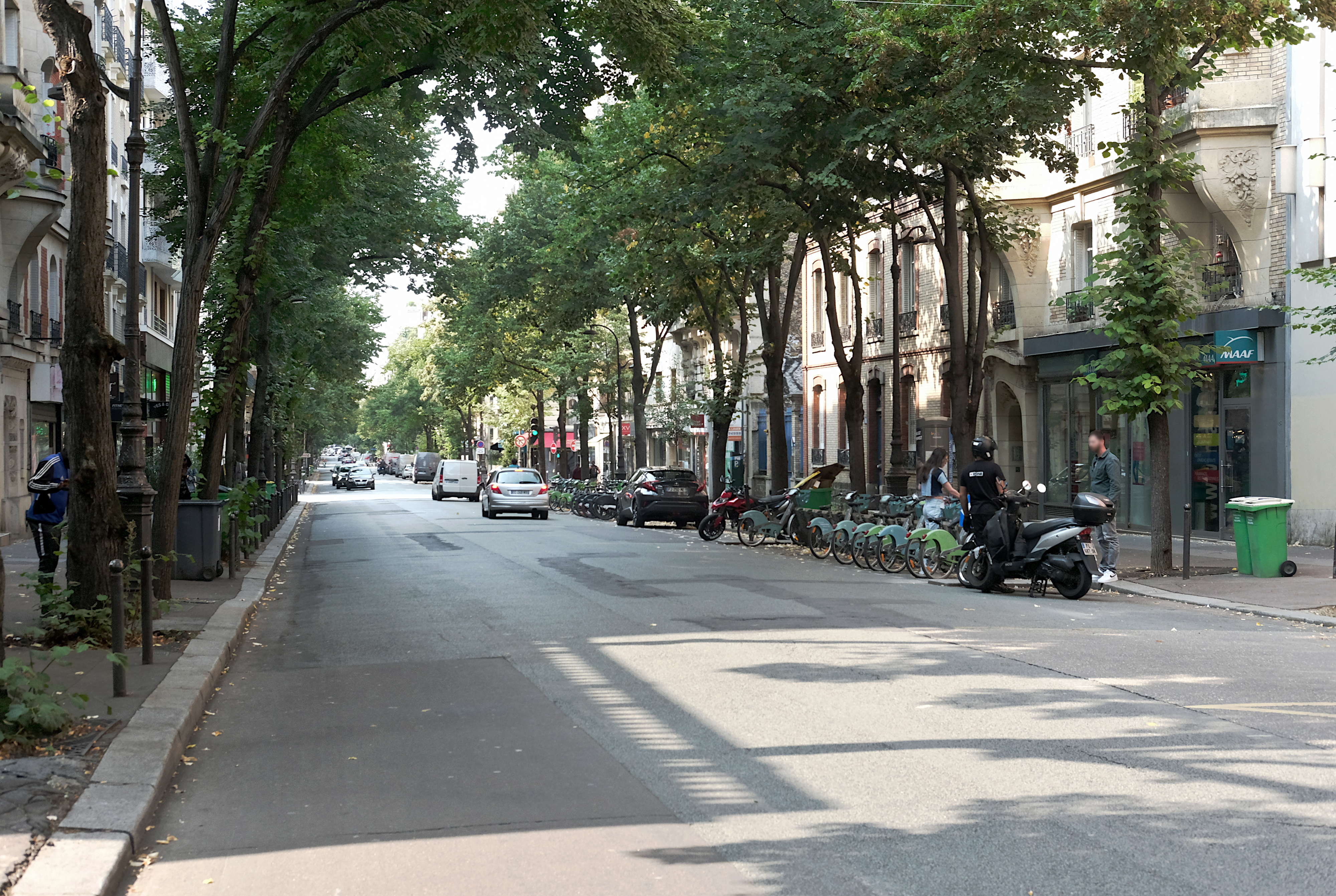
Vers la rue Lecourbe.

La rue est desservie par plusieurs stations de métro de lignes différentes (d'ouest en est) :
- Javel-André Citroën (ligne 10), à proximité du pont Mirabeau ;
- Boucicaut (ligne 8), au croisement de l’avenue Félix-Faure ;
- Convention (ligne 12), au croisement de la rue de Vaugirard.

## Origine du nom
Elle tient son nom de la Convention nationale, assemblée qui a siégé de 1792 à 1795.

## Historique
La rue de la Convention a été percée en deux parties : d'abord en 1888 entre le rond-point du Pont-Mirabeau et la rue Lecourbe, puis en 1896 entre la rue Lecourbe et la place Charles-Vallin. Elle a absorbé une partie de l'ancienne rue Lemoult, précédemment nommée « rue Caroline ».
Dénommée à l'origine rue de Vouillé, dont elle forme le prolongement, elle reçoit son nom actuel par arrêt du 26 décembre 1893.
Le 6 août 1918, durant la première Guerre mondiale, un obus lancé par la Grosse Bertha explose au no 78 rue de la Convention dans la cour de hôpital Boucicaut.

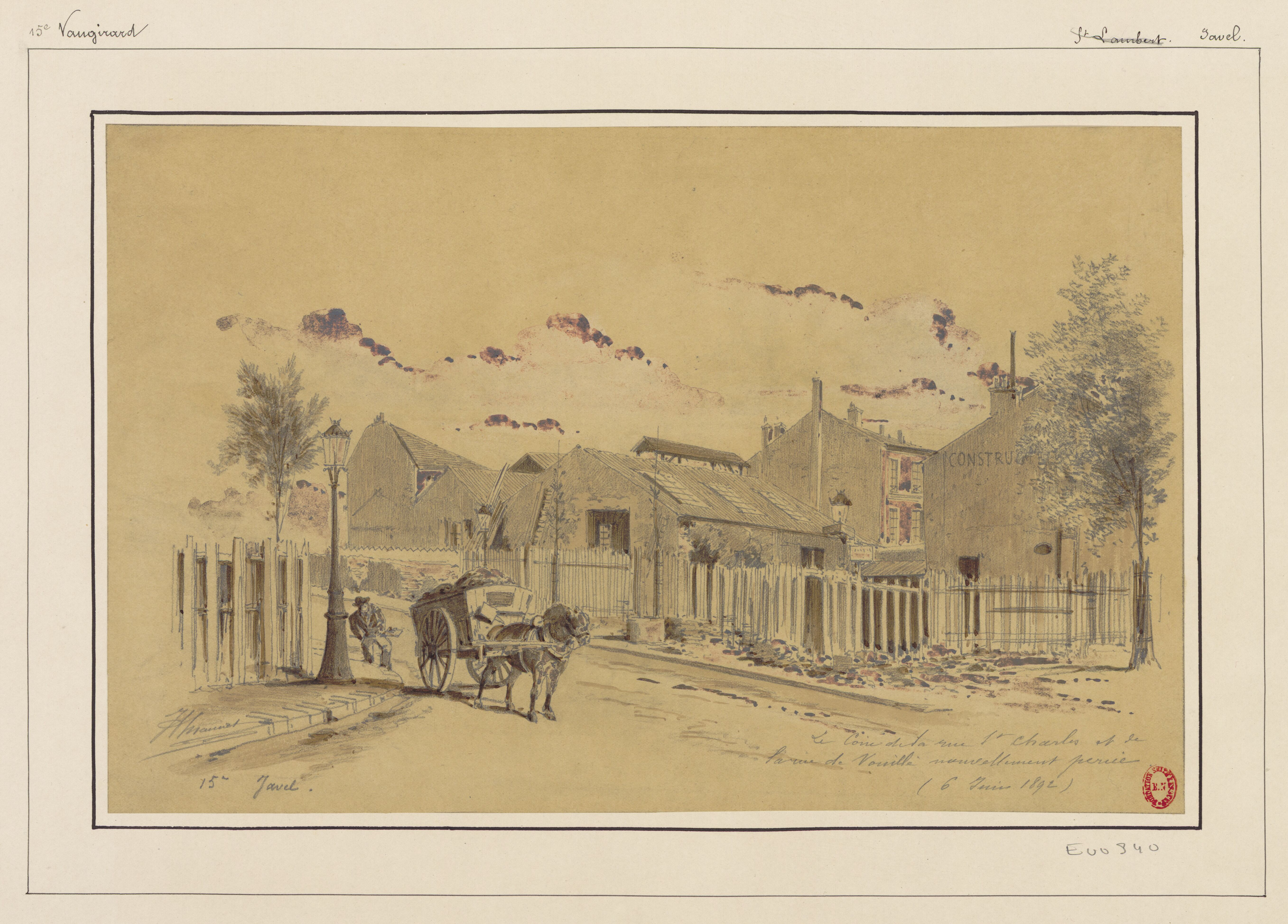
Le coin avec la rue Saint-Charles en 1892 (dessin de Jules-Adolphe Chauvet).
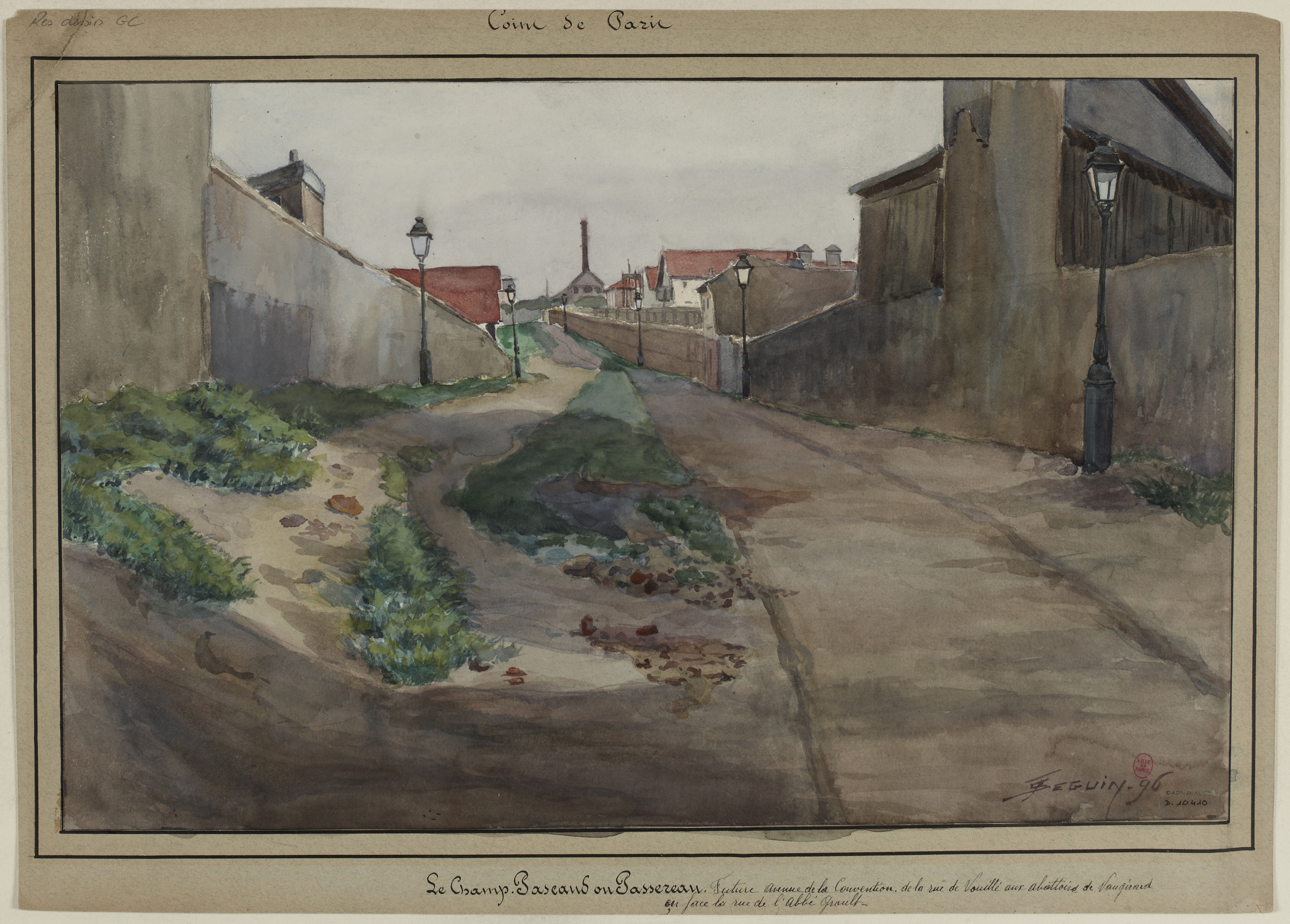
Le champ Pascaud ou Passereau, future avenue de la Convention (dessin de F. Séguin de 1896).
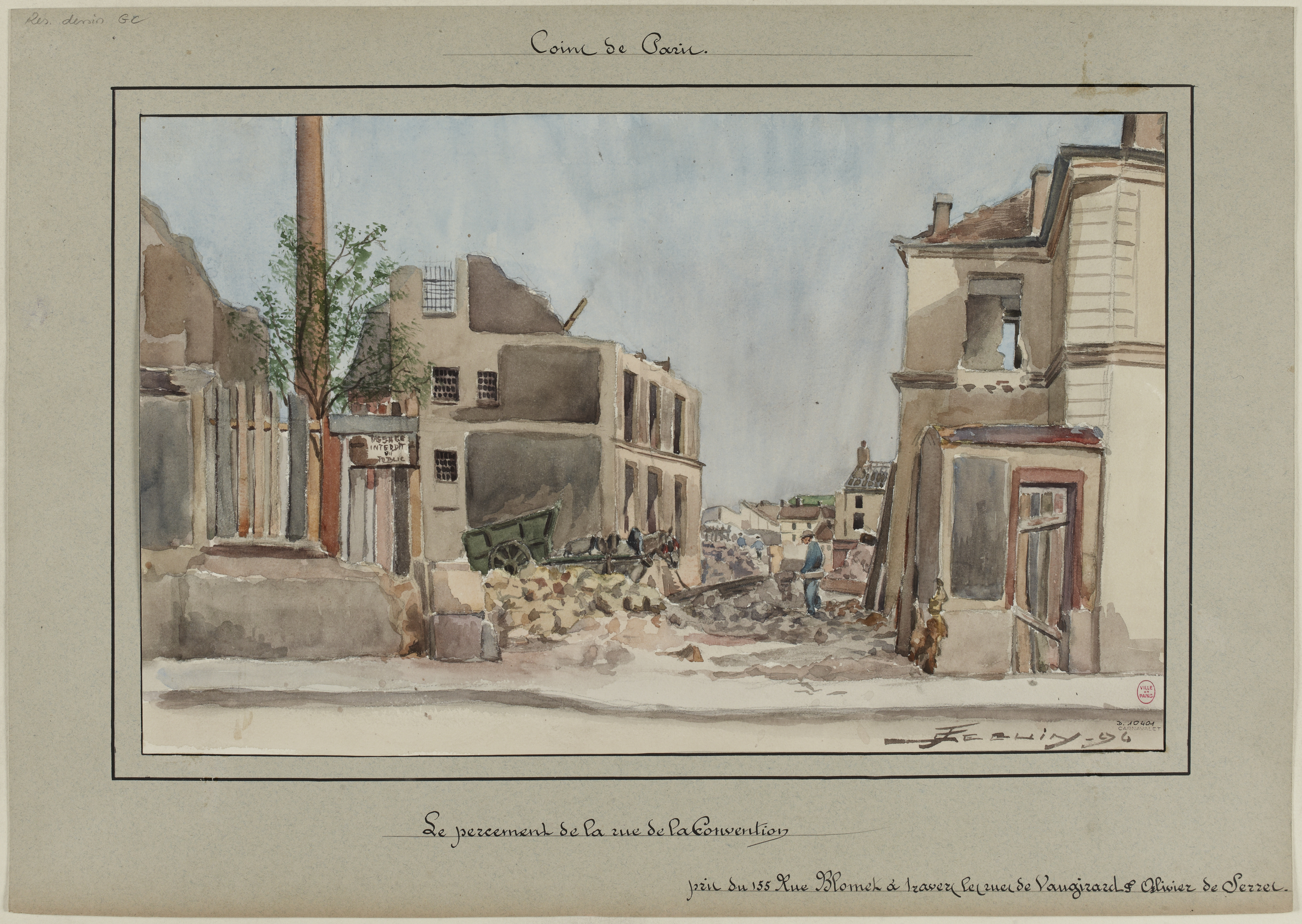
Le percement de la rue de la Convention en 1896 (idem).
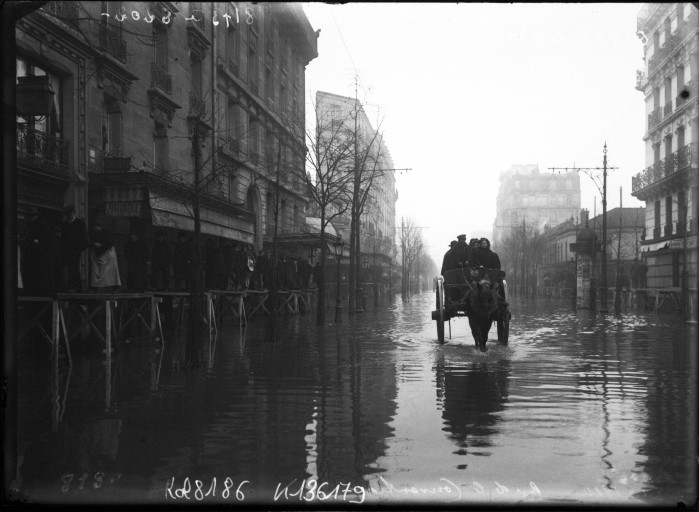
La rue de la Convention lors des inondations de 1910.

## Bâtiments remarquables et lieux de mémoire
- No 18 : quartier général de Nicolas Sarkozy pour l’élection présidentielle française de 2012[3], proche du siège de l’UMP au 238, rue de Vaugirard[N 1].
- No 27 : ancien site parisien de l’Imprimerie nationale, actuellement occupé par le ministère de l'Europe et des Affaires étrangères, avec la sculpture de Johannes Gutenberg (1845) par David d'Angers devant le bâtiment.
- No 28 : église Saint-Christophe-de-Javel,  Inscrit MH (1975)[4].
- No 38 bis : entrée du square Paul-Gilot.
- No 78 : ancien hôpital Boucicaut.
- No 170 : un immeuble construit par l'architecte Paul Legriel[5].
- No 178 : ancienne boucherie de 1907,  Inscrit MH (2017)[6].
- Nos 218 et 220 : Maison internationale d'accueil Saint-François-d'Assise (2014, Ædificare Architectes[7]), propriété de la congrégation des Franciscaines missionnaires de Notre-Dame.
Le fond de parcelle est mitoyen avec le 31, rue Dombasle où sont implantées la maison généralice de cette congrégation et la chapelle Notre-Dame-d'Espérance (1895-1896, Henri Rapine architecte). Voir l'article précité dédié aux sœurs franciscaines.
- No 194 : maison avec cour et portail.
- No 223 : bâtiment de l'architecte E. Besse réalisé en 1911.

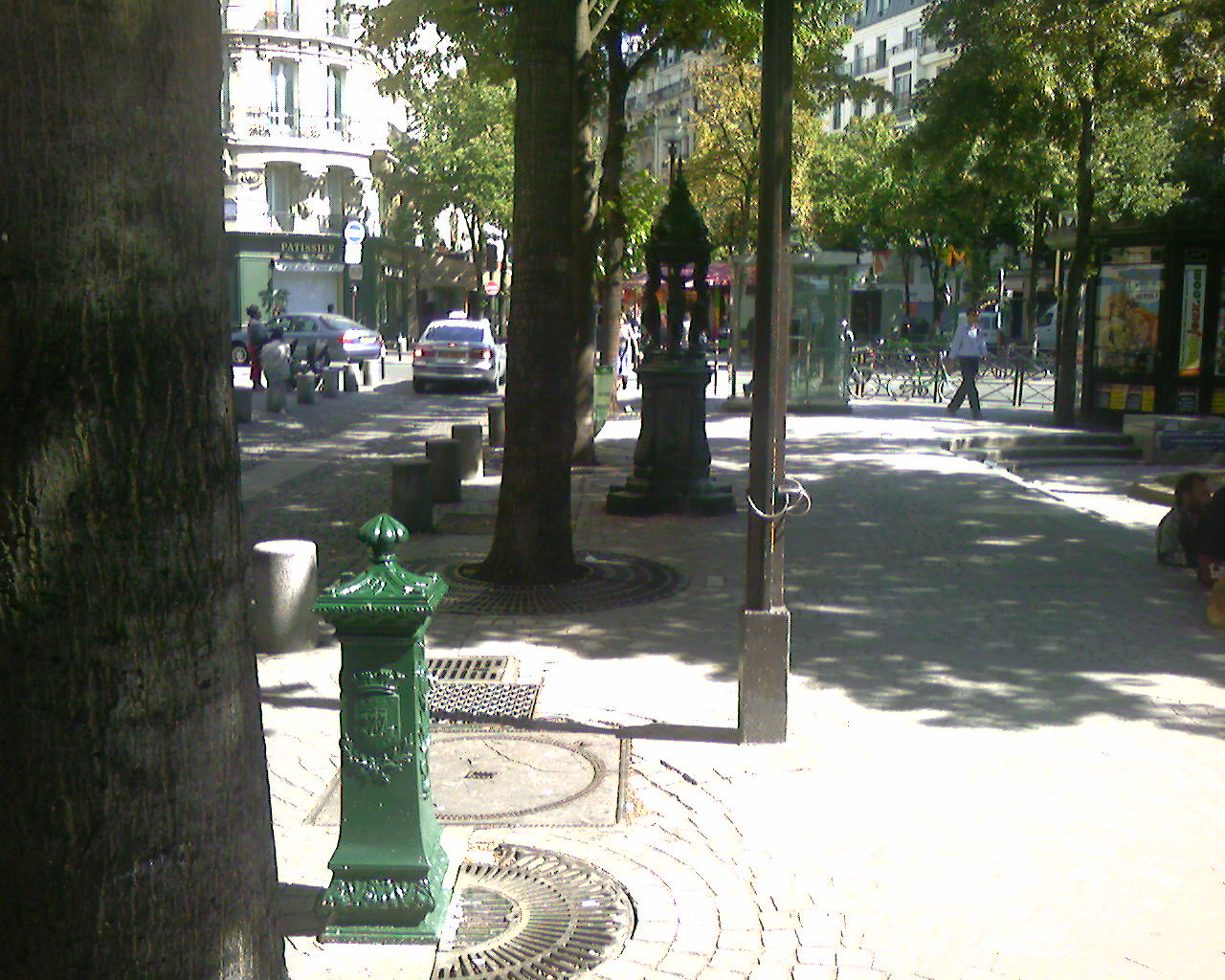
Au carrefour de la rue de Vaugirard se trouvent deux fontaines Wallace.
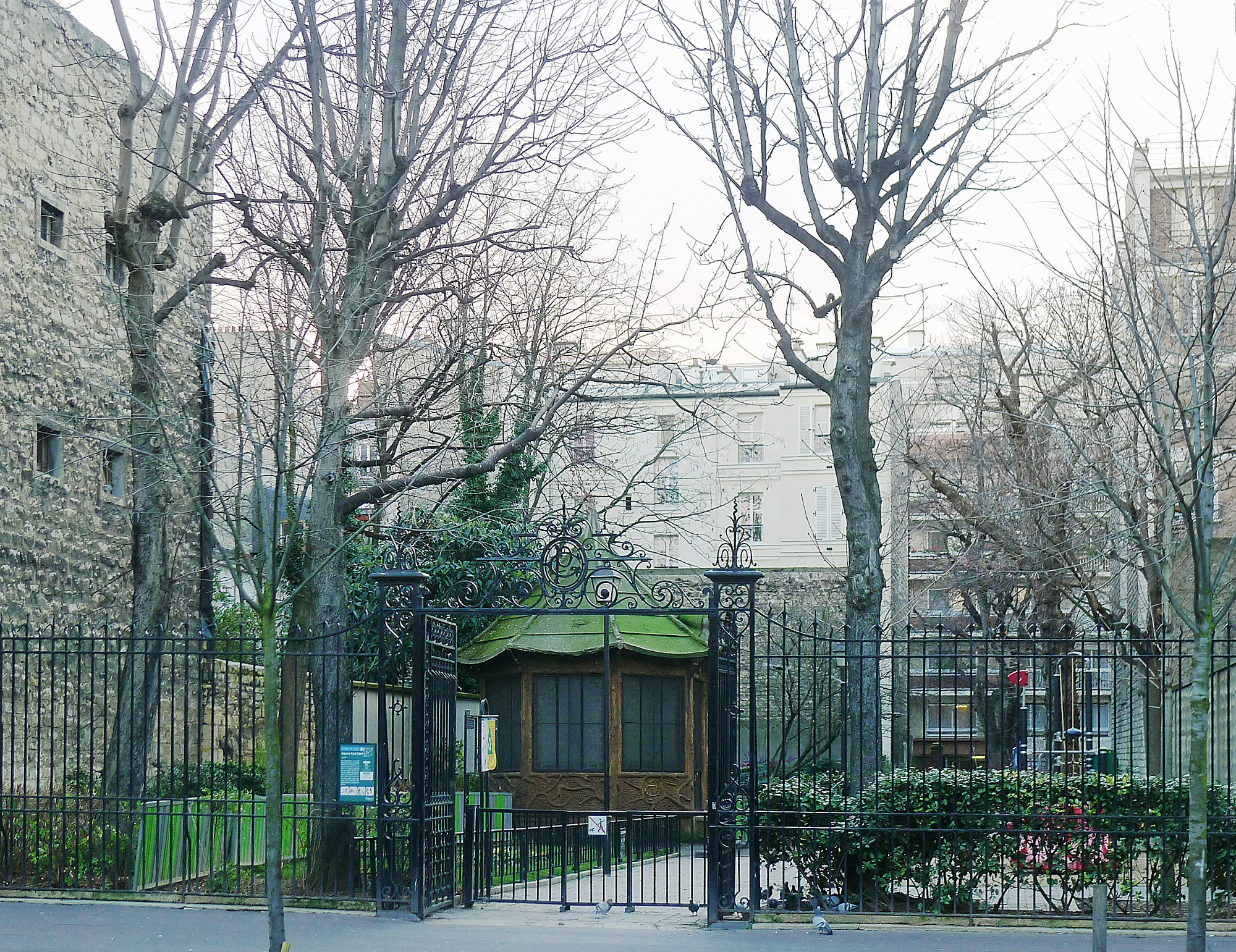
Entrée du square Paul-Gilot.
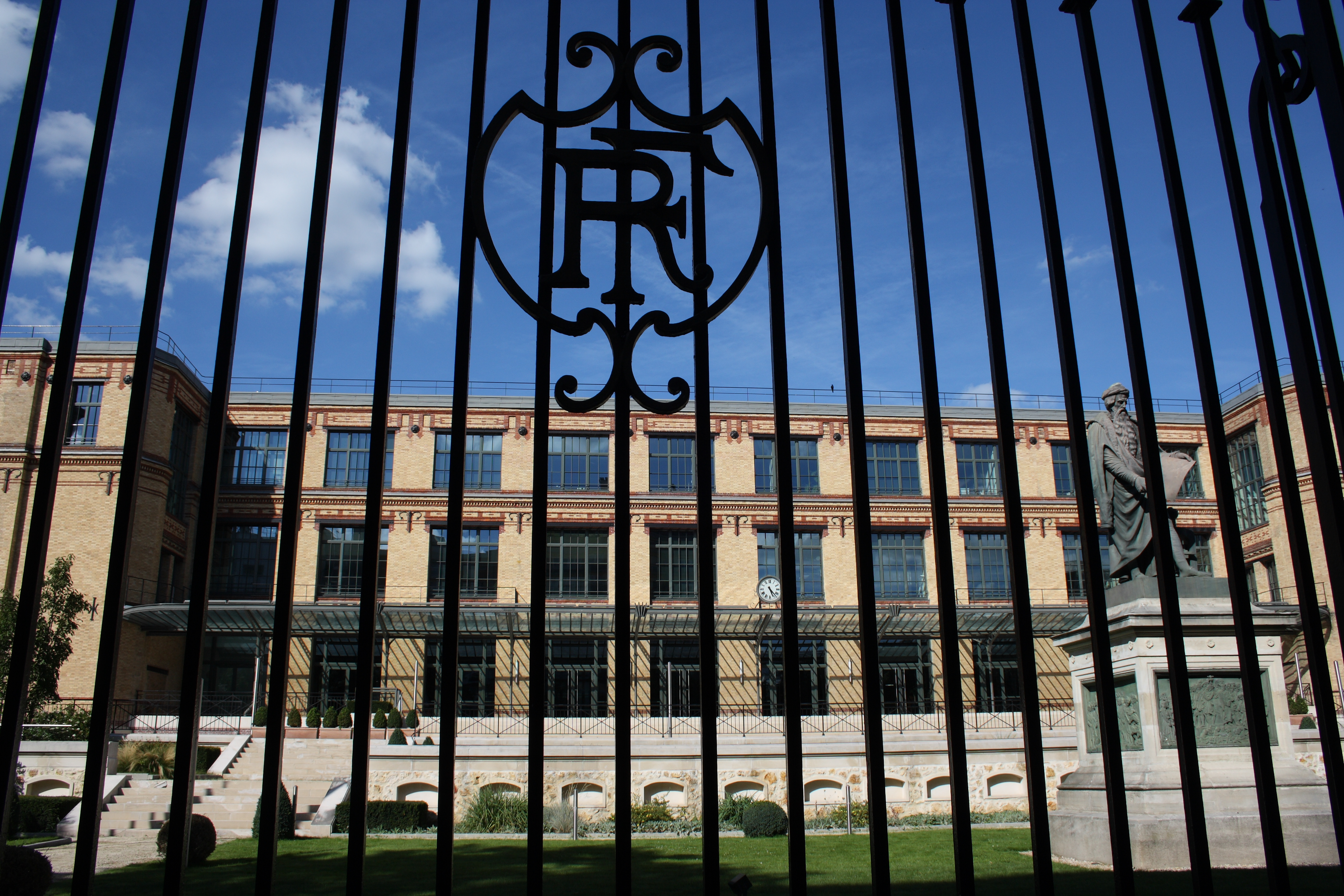
Imprimerie nationale.
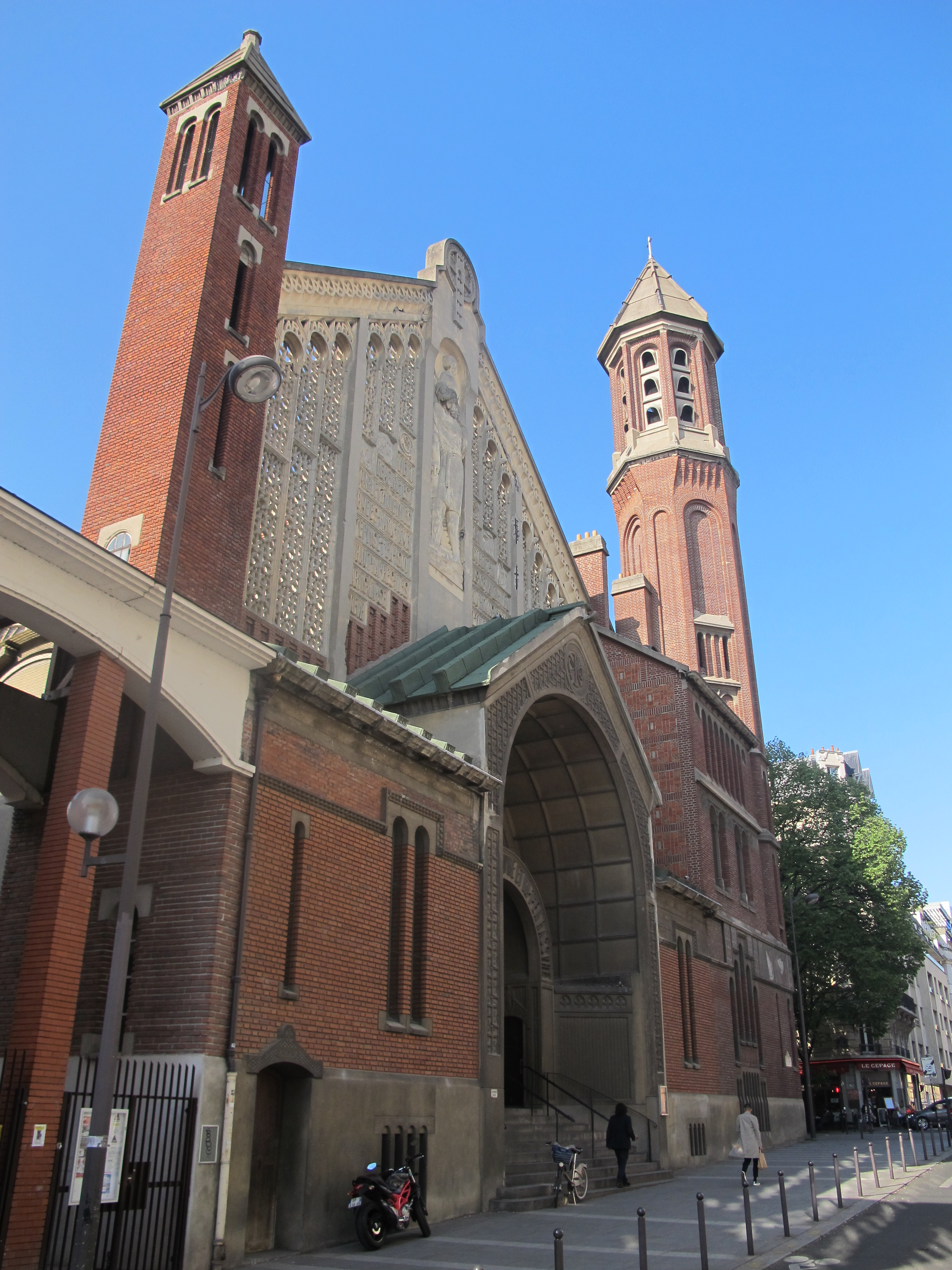
N°28 : église Saint-Christophe-de-Javel.
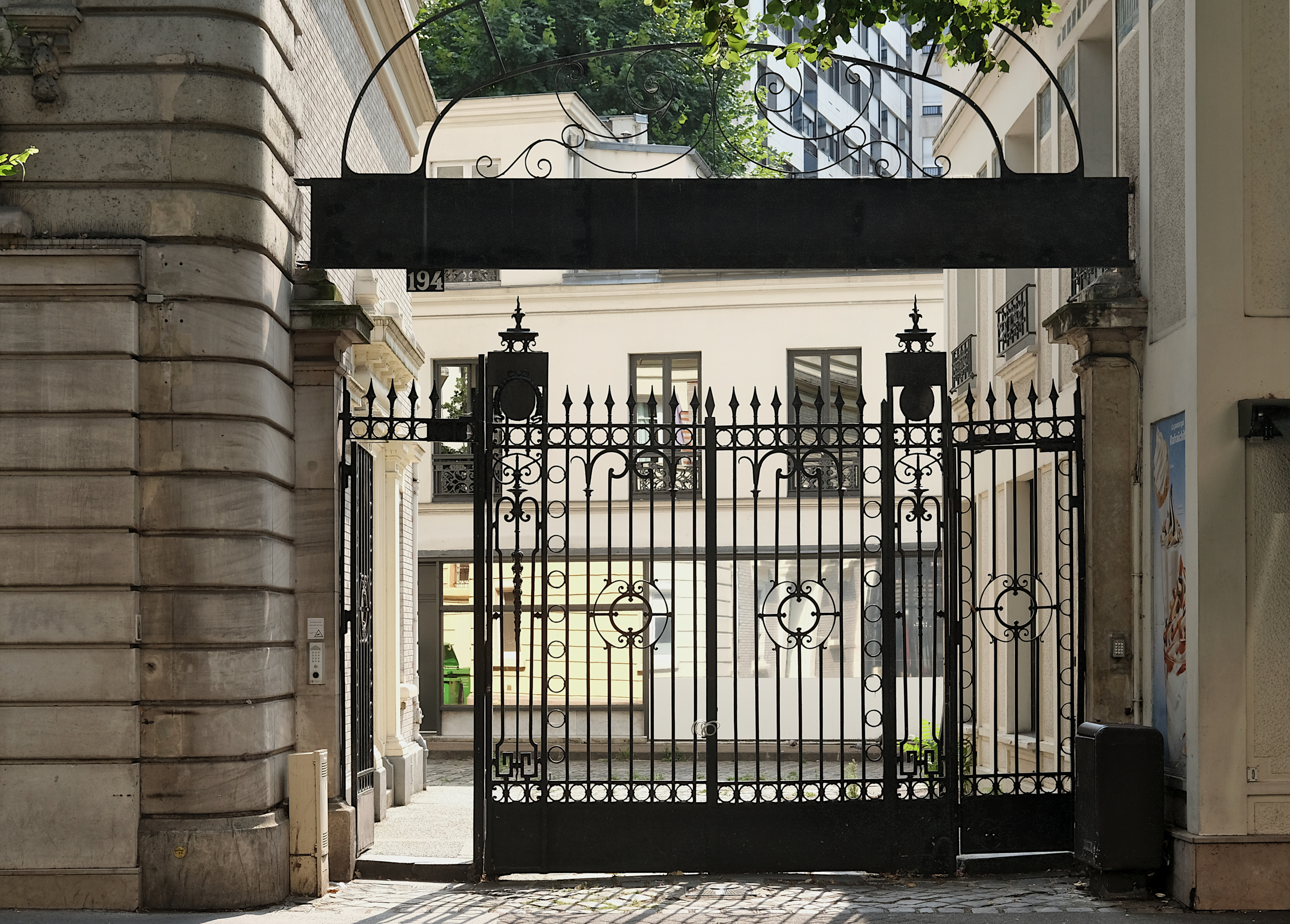
N°194.
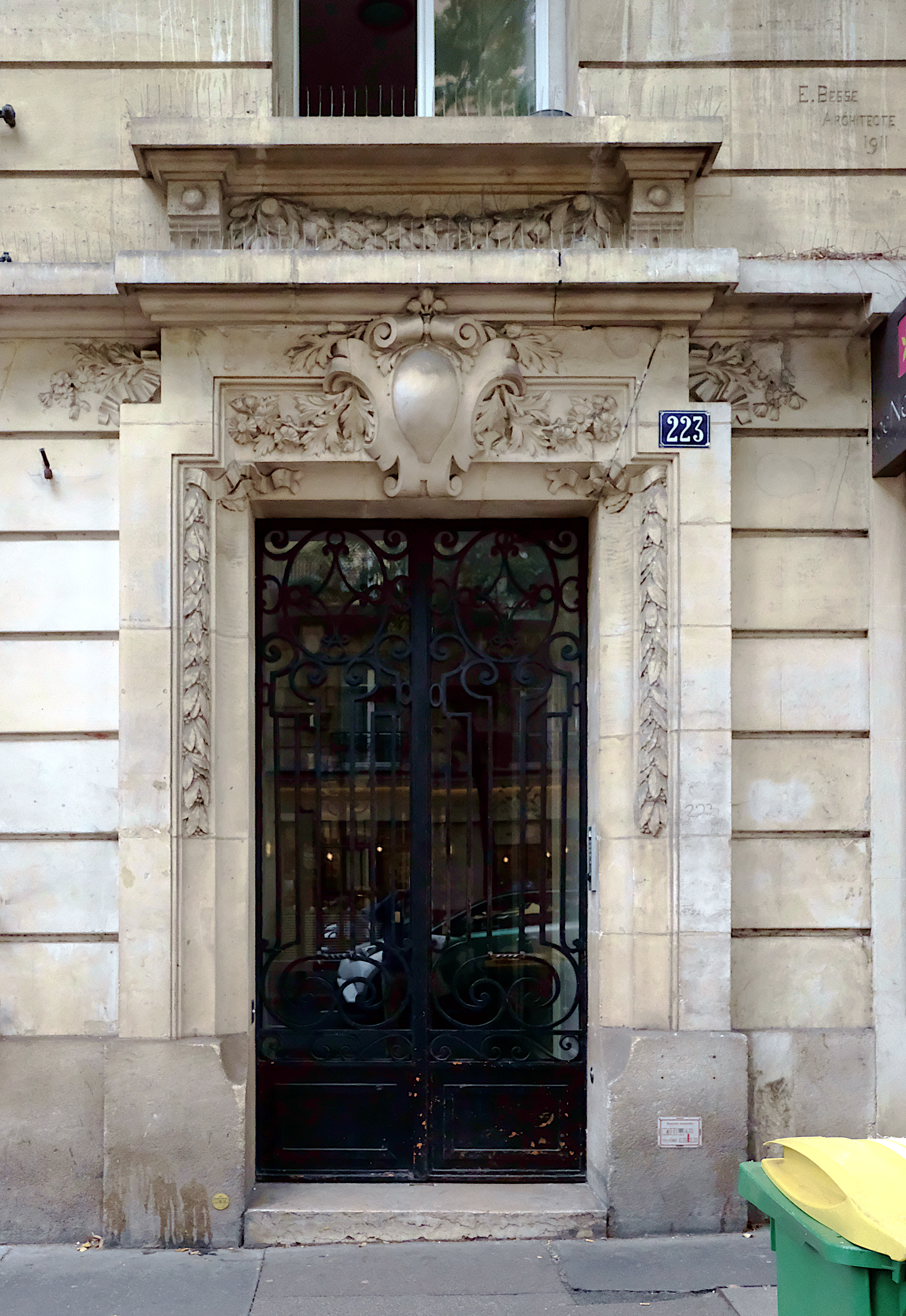
N° 223.